# Täfteå
Täfteå är en tätort i Umeå kommun, nordost om Umeå vid Täfteåns mynning i Täftefjärden. Byn har en affär, en skola och en aktiv idrottsförening. I byn finns också den riksbekanta dansbanan Täfteå Logen.

## Etymologi
Namnet Täfteå förekommer i formen Täfte i en avskrift från 1600-talet av ett dokument från 1443. I början av 1500-talet skrevs det Teffte, Theffthaa eller liknande. Troligen avser namnet från början Täfteån, vars gamla namn antas ha varit Täfta. Namnet är svårtolkat men kan vara bildat av ett fornnordiskt verb som är nära besläktat med tavla som kan ha betytt "rinna långsamt och slingrande". En annan möjlighet är att Täfta betyder "hon som luktar" eller att det syftar på något som rör sig sakta eller famlande.

## Historia
Tillsammans med Hiske, Tavle och Sävar anses Täfteå vara ett av de allra äldsta ortnamnen i Umeåområdet. Det tyder på att bebyggelsen i Täfteå tillkom under första årtusendet efter Kristi födelse.

### Kustlandsvägen
I anslutning till byn finns en grusväg som förbinder byn med Umeå och Sävar. Denna väg är rester av Kustlandsvägen, den ursprungliga väg som fanns längs Norrlandskusten. Vägen finns nämnd under namnet Norrstigen i Hälsingelagen från 1600-talet, men har nog använts för resande och boende längs kusten långt innan dess.

## Befolkningsutveckling
| Befolkningsutvecklingen i Täfteå 1960–2020 | Befolkningsutvecklingen i Täfteå 1960–2020 | Befolkningsutvecklingen i Täfteå 1960–2020 | Befolkningsutvecklingen i Täfteå 1960–2020 | Befolkningsutvecklingen i Täfteå 1960–2020 |
| ------------------------------------------ | ------------------------------------------ | ------------------------------------------ | ------------------------------------------ | ------------------------------------------ |
|                                            |                                            |                                            |                                            |                                            |
| År                                         |                                            |                                            | Folkmängd                                  | Areal (ha)                                 |
| 1960                                       | 1960                                       |                                            | 279                                        |                                            |
| 1965                                       | 1965                                       |                                            | 270                                        |                                            |
| 1970                                       | 1970                                       |                                            | 415                                        |                                            |
| 1975                                       | 1975                                       |                                            | 466                                        |                                            |
| 1980                                       | 1980                                       |                                            | 559                                        |                                            |
| 1990                                       | 1990                                       |                                            | 944                                        | 112                                        |
| 1995                                       | 1995                                       |                                            | 1 027                                      | 114                                        |
| 2000                                       | 2000                                       |                                            | 1 045                                      | 114                                        |
| 2005                                       | 2005                                       |                                            | 1 029                                      | 116                                        |
| 2010                                       | 2010                                       |                                            | 1 231                                      | 131                                        |
| 2015                                       | 2015                                       |                                            | 1 305                                      | 145                                        |
| 2020                                       | 2020                                       |                                            | 1 383                                      | 158                                        |
|                                            |                                            |                                            |                                            |                                            |

## Skola
I Täfteå finns flera förskolor och en grundskola. I grundskolan kan man gå till och med årskurs sex. Högstadieeleverna åker buss till Sävar eller Umeå.

## Dans och nöje
Täfteå är numera kanske mest känt på grund av Täfteå Loge. Detta efter TV-serien Dansbanan i Täfteå som sänts på SVT i flera säsonger. Under några år anordnades även en alternativ musikfestival i byn, Täfteåfestivalen.

## Idrott
Täfteå IK har verksamhet inom fotboll, innebandy och längdskidåkning, vilket också är egna sektioner inom föreningen. Klubben arrangerar bland annat en skidtävling med namnet "Laxspelen".